# Kamishima
Kamishima (jap. 神島) ist eine japanische Insel am Ausgang der Ise-Bucht in der Philippinensee.
Bekanntheit erlangte die Insel als Schauplatz des Romans Shiosai von Yukio Mishima, der auch auf Deutsch unter dem Titel Der Klang der Wellen (jap. 潮騒) erschien.

## Geografie
Kamishima liegt in der Irago-Straße (伊良湖水道, Irago-suidō) die den Ausgang der Ise-Bucht bildet, 4 km südwestlich des Irago-Kaps (伊良湖岬, Irago-misaki) der Atsumi-Halbinsel und 12 km nordöstlich der gegenüberliegenden Shima-Halbinsel bzw. 7 km östlich zur letztgenannten Halbinsel vorgelagerten Insel Tōshi-jima.
Die 1,3 km lange und 1,0 km breite Insel hat einen Umfang von 3,9 km und eine Fläche von 0,76 km². Den Osten der Insel bildet der 170,7 m hohe Tōmei-yama (灯明山).
Die Insel gehört zur Gemeinde Toba auf der Shima-Halbinsel und bildet den Ortsteil Kamishima-chō. Die 440 Einwohner in 182 Haushalten (Stand: Volkszählung 2011) siedeln hauptsächlich am Nordwestfuß des Tōmei-yama, während sich am Südfuß die Grund- und Mittelschule befindet. 